# Mélitée
Pour l’article homonyme, voir Mélitée (papillon).
Mélitée ou Mélite est une cité grecque de l’ancienne Phthiotide dans le sud de la Thessalie.

## Historique
Dans la mythologie grecque, c'est Mélitée, fils d'Othréis, qui fonde la cité et lui donne son nom. Dans une autre version, Mélitée, c'est-à-dire « le Mielleux », est un fils de Zeus et d'une nymphe que Zeus avait fait nourrir par des abeilles.